# Яктерлюбал
Яктерлюбал (мар. Яктерлӱвал) — деревня в Звениговском районе Республики Марий Эл. Входит в состав Шелангерского сельского поселения.

## География
Находится в южной части республики Марий Эл на расстоянии приблизительно 31 км по прямой на север-северо-восток от районного центра города Звенигово.

## История
Известна с 1859 года как казённый марийский околоток, когда здесь имелось 3 двора и 18 жителей. В 1926 году здесь (деревня Яктер Лубал) насчитывалось 18 дворов и 89 жителей. В советское время работал колхоз «Йошкар ужара».

## Население
Население составляло 27 человек (мари 100 %) в 2002 году, 24 в 2010.